# Barnards Green
Barnards Green – wieś w Anglii, w hrabstwie Worcestershire, w dystrykcie Malvern Hills. Leży 11 km na południowy zachód od miasta Worcester i 165 km na północny zachód od Londynu.